# 德盧斯 (內布拉斯加州)
德盧斯（英語：Duluth）是位於美國內布拉斯加州格蘭特縣的非建制地區。

## 地理
德盧斯所處的海拔為高於海平面1114米（即3655英呎），而該地所採用的時區為UTC-7，即北美山地時區（MST）。同時該地設有夏令時間，為UTC-7調快一小時，即UTC-6（MDT）。